# Edmund Steinberger
Edmund Steinberger (* 6. Februar 1912; † unbekannt) war ein deutscher Schauspieler, Hörspielsprecher und Regisseur.

## Leben
1951 hatte Steinberger in dem Film Hanna Amon seinen ersten Auftritt. Von 1959 bis 1965 erhielt er seine erste wiederkehrende Rolle in der Fernsehserie Der Komödienstadel. In den Jahren 1969 und 1970 hatte er in drei Folgen der Fernsehserie Königlich Bayerisches Amtsgericht eine Rolle inne.
Laut ARD-Hörspieldatenbank wirkte er zwischen 1950 und 1982 in 64 Hörspielen als Sprecher, in 85 als Regisseur und in acht als Autor.

## Filmografie

### Schauspiel
- 1951: Hanna Amon
- 1959, 1965: Der Komödienstadel
  - 1959: Der zerbrochene Kruag
  - 1965: Die Stadterhebung
- 1962: Florence und der Zahnarzt (Fernsehfilm)
- 1968: Der Pfarrer von Gillbach (Fernsehfilm)
- 1969–1970: Königlich Bayerisches Amtsgericht (Fernsehserie, 3 Folgen)
- 1987: Der Pfandlbräu (Fernsehfilm)

### Drehbuch
- 1964–1985: Der Komödienstadel:
  - 1964: Wenn der Hahn kräht
  - 1967: Krach um Jolanthe
  - 1970: Alles für die Katz
  - 1985: Wenn der Hahn kräht
- 1970: Der Hirte Manuel

### Regie
- 1965: Die Dachserin
- 1970: Der Hirte Manuel